# El Hefe
El Hefe, pseudonimo di Aaron Abeyta (Sacramento, 8 agosto 1965), è un chitarrista e trombettista statunitense della celebre band punk rock californiana dei NOFX.
Questo nome gli fu dato dai compagni della band per la sua abilità nel suonare gli strumenti; El Hefe infatti suona la chitarra elettrica e la tromba, quando necessario per qualche canzone ska. Si dice anche che gli fu dato questo nome poiché la compagna di Fat Mike si chiama Erin e fonicamente avrebbe potuto creare fastidi. El Hefe suona una chitarra Telecaster del 1978 con pickups EMG ed utilizza un amplificatore Mesa/Boogie mark III a testata. Si occupa anche dei cori.
Conosciuto per autoironia e carisma, oltre che per le imitazioni (durante i concerti imita spesso Beavis and Butt-head, Orso Yoghi, e altri conosciuti personaggi dei cartoon), El Hefe è con i NOFX dal 1991. Il suo primo lavoro con i NOFX fu l'EP "The Longest Line". Egli inoltre possiede un night club chiamato Hefe's e vive a McKinleyville.

## Discografia con i NOFX
- 1992 - The Longest Line
- 1992 - White Trash, Two Heebs and a Bean
- 1994 - Punk in Drublic
- 1995 - I Heard They Suck Live!!
- 1996 - Heavy Petting Zoo
- 1997 - So Long and Thanks for All the Shoes
- 2000 - Pump Up the Valuum
- 2002 - 45 or 46 Songs That Weren't Good Enough to Go on Our Other Records
- 2003 - The War on Errorism
- 2006 - Wolves in Wolves' Clothing
- 2009 - Coaster
- 2010 - The Longest EP
- 2016 - First Ditch Effort